# Phyllophaga quetzaloides
Phyllophaga quetzaloides är en skalbaggsart som beskrevs av Moron 2001. Phyllophaga quetzaloides ingår i släktet Phyllophaga och familjen Melolonthidae. Inga underarter finns listade i Catalogue of Life.